# Gonzalo Miranda (Squashspieler)
Gonzalo Manuel Miranda (* 28. November 1989 in La Plata) ist ein ehemaliger argentinischer Squashspieler.

## Karriere
Gonzalo Miranda begann seine Profikarriere im Jahr 2008 und gewann ein Turnier auf der PSA World Tour. Seine höchste Platzierung in der Weltrangliste erreichte er mit Rang 80 im Juli 2013. Bei den Südamerikaspielen gewann er 2010 Bronze mit der Mannschaft. In den Jahren 2012 und 2013 wurde er Panamerikameister mit der Mannschaft. 2016 folgte der Titel im Mixed mit Antonella Falcione, den er 2017 mit Falcione verteidigte. Ebenso erreichte er im Einzel das Finale, das er gegen Robertino Pezzota verlor. Mit der argentinischen Nationalmannschaft nahm er 2011 und 2019 an der Weltmeisterschaft teil.

## Erfolge
- Vize-Panamerikameister 2017
- Panamerikameister im Mixed: 2016 und 2017 (mit Antonella Falcione)
- Panamerikameister mit der Mannschaft: 2012, 2013
- Gewonnene PSA-Titel: 1
- Südamerikaspiele: 1 × Bronze (Mannschaft 2010)